# 2-aminothiazool
2-aminothiazool is een organische verbinding met als brutoformule C3H4N2S. De stof komt voor als lichtgele kristallen, die goed oplosbaar zijn in water, ethanol en di-ethylether. Het is een heterocyclisch amine dat een vergelijkbare geur als pyridine bezit.

## Toepassingen
2-aminothiazool is een belangrijke precursor voor tal van zwavelbevattende geneesmiddelen, biociden, fungiciden, kleurstoffen en katalysatoren.